# Mary Oliver (Musikerin)
Mary Oliver (* 1956 in La Jolla, Kalifornien) ist eine US-amerikanische Geigerin (Violine, Viola, Hardangerfiedel) in den Bereichen Neue Musik, Improvisierte Musik und Avantgarde Jazz. 
Oliver studierte an der San Francisco State University und am Mills College (Master of Fine Arts) Violine und Viola. 1993 promovierte sie an der und an der University of California, San Diego über Theorie und Praxis der Improvisation, die einen wesentlichen Teil ihrer Konzerttätigkeit ausmacht (Constellations in Play: A Model of Improvisation).

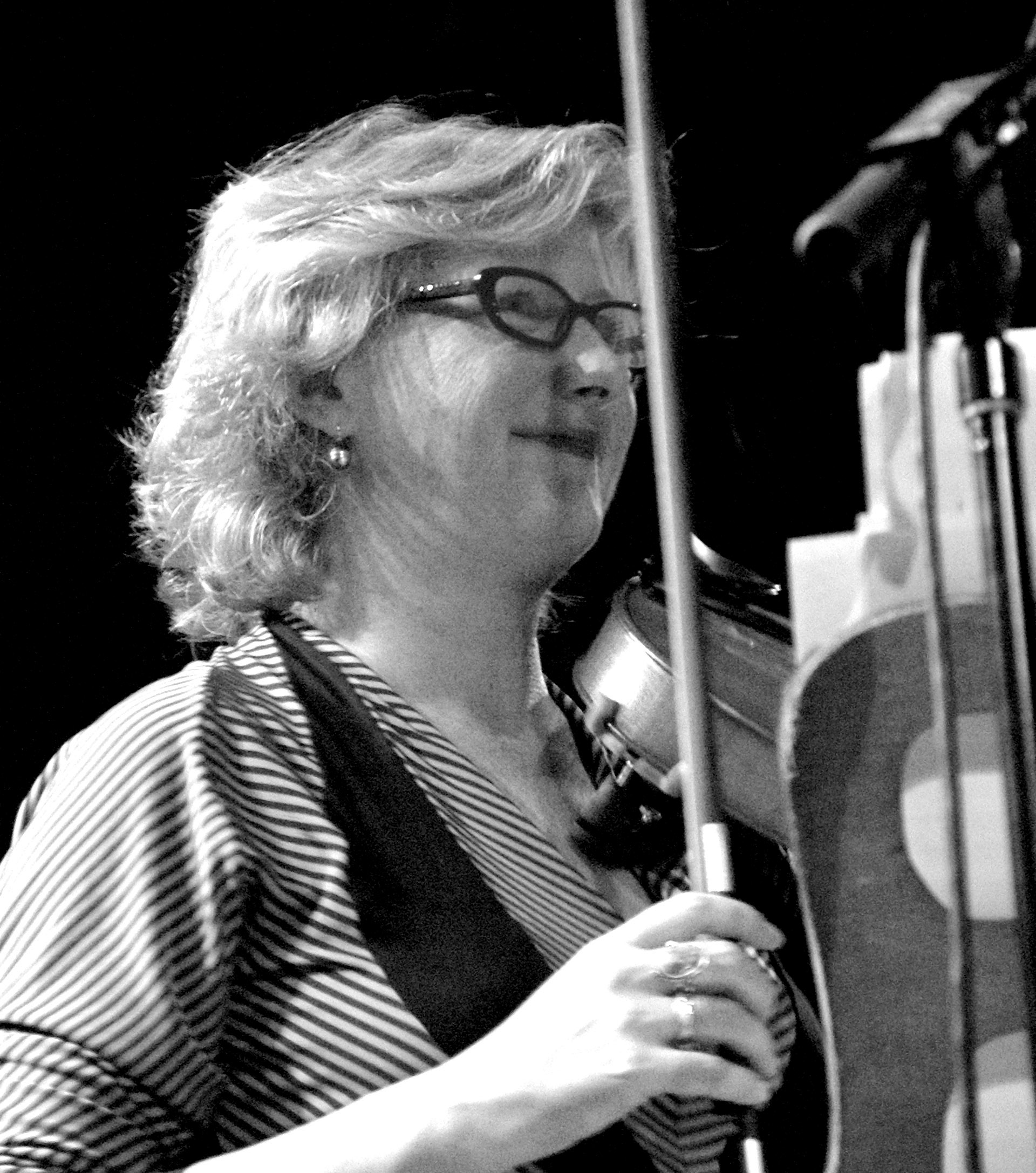
Mary Oliver

Als Solistin spielt sie sowohl komponierte als auch improvisierte Musik. Mary Oliver spielte viele Uraufführungen, u. a. Kompositionen von Richard Barrett, John Cage, Chaya Czernowin, Morton Feldman, Brian Ferneyhough, Liza Lim, George Lewis und Richard Teitelbaum. Oliver ist Mitglied des Nieuw Ensemble, von SONOR und KIVA, aber auch des ICP-Orchestra. Sie trat u. a. zusammen mit Ab Baars, Sean Bergin, Tobias Delius, Ig Henneman, Tristan Honsinger, Achim Kaufmann, Joëlle Léandre, Thomas Lehn, George Lewis, Misha Mengelberg, Phil Minton, Michael Moore und Evan Parker auf. Sie erhielt Einladungen zu Festivals in aller Welt wie dem North American New Music Festival, dem Xenakis Festival in Buffalo, den Darmstädter Ferienkursen, den Donaueschinger Musiktagen oder der Ars Electronica (Linz). 
Mary Oliver lebt in Amsterdam, wo sie Professorin an der Hogeschool voor de Kunsten und musikalische Leiterin der Magpie Music Dance Company ist.

## Diskographie (Auswahl)
- Witchfiddle (ICP 038, 2001)
- ICP-Orchestra, Oh,My Dog! (ICP 040)
- ICP-Orchestra, Aan en Uit (ICP 042)
- Ig Henneman Strijkkwartet, Pes (Wig 05)
- Jomo (Neos, 2009), mit Johanna Varner
- Greetje Bijma/Nora Mulder/Mary Oliver: Picatrix (ICP 61)